# 수재나 홉스
수재나 홉스(Susanna Hoffs, 1959년 1월 17일 ~ )는 미국의 싱어송라이터, 기타리스트, 배우이다. 밴드 뱅글스의 멤버이다.

## 음반 목록

### 정규 음반
- 《When You're a Boy》 (1991)
- 《Susanna Hoffs》 (1996)
- 《Someday》 (2012)

### 미니 음반
- 《Some Summer Days》 (2012)
- 《From Me To You》 (2012)